# Kochelsee
Kochelsee is een meer in de Duitse deelstaat Beieren. Het meer ligt zo'n zeventig kilometer ten zuiden van München, nabij de stad Wolfratshausen in district Bad Tölz-Wolfratshausen. Het meer wordt voor het grootste deel door de Walchensee Wasserkraftwerk gescheiden van de Walchensee. Aan de zuidkant van het meer liggen de Beierse Alpen, aan het noordkant ligt een hoogvlakte.
Het meer ontstond in de laatste IJstijd.

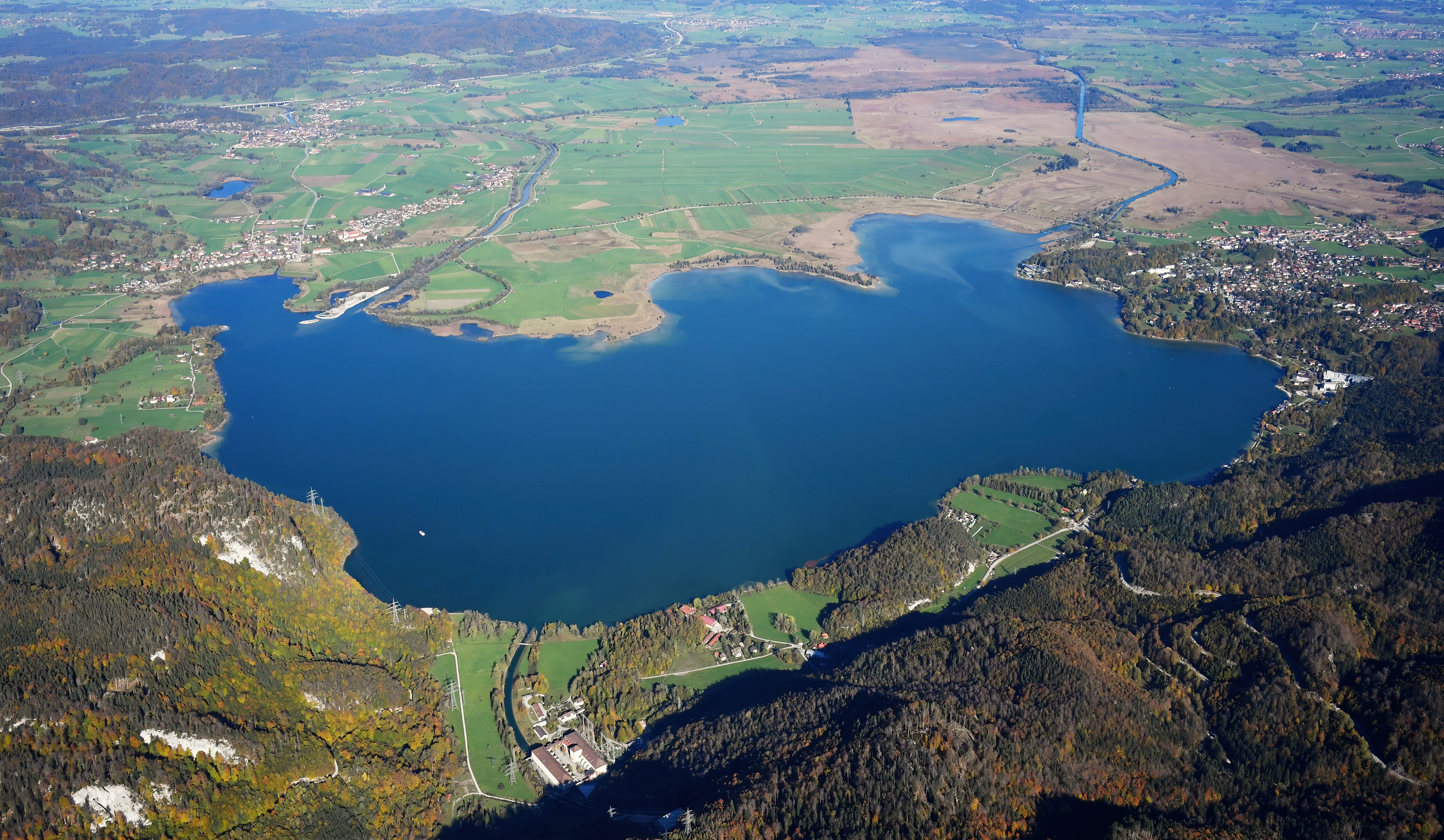
Kochelsee